# أرنولد فورستر
أرنولد فورستر (بالألمانية: Arnold Foerster)‏ (و. 1810 – 1884 م) هو عالم نبات، وعالم حشرات من ألمانيا . ولد في آخن.
توفي في آخن، عن عمر يناهز 74 عاماً.